# Lespezi
Lespezi é uma comuna romena localizada no distrito de Iaşi, na região de Moldávia. A comuna possui uma área de 52.70 km² e sua população era de 5980 habitantes segundo o censo de 2007.